# Top Teams Cup masculine 2003-2004
Navigation
Édition précédente Édition suivante
La Top Teams Cup masculine 2003-2004 est la 32e édition de la Top Teams Cup masculine.

## Tour principal

### Poule 1
| # | Équipe               | Pts | J | G | P | Sp | Sc | Ratio | Pp  | Pc  | Ratio |
| - | -------------------- | --- | - | - | - | -- | -- | ----- | --- | --- | ----- |
| 1 | Vitória SC           | 6   | 3 | 3 | 0 | 9  | 0  | MAX   | 225 | 171 | 1.316 |
| 2 | Concordia MTV Näfels | 5   | 3 | 2 | 1 | 6  | 3  | 2     | 219 | 170 | 1.288 |
| 3 | MOK Osijek           | 4   | 3 | 1 | 2 | 3  | 6  | 0.5   | 176 | 205 | 0.859 |
| 4 | APOEL Nicosie        | 3   | 3 | 0 | 3 | 0  | 9  | 0     | 151 | 225 | 0.671 |

| Date     | Match                                | Résultat | Sets  | Sets  | Sets  | Sets | Sets | Total Points |
| Date     | Match                                | Résultat | 1     | 2     | 3     | 4    | 5    | Total Points |
| -------- | ------------------------------------ | -------- | ----- | ----- | ----- | ---- | ---- | ------------ |
| 24.10.03 | MOK Osijek - Concordia MTV Näfels    | 0 - 3    | 15-25 | 15-25 | 16-25 | -    | -    | 46-75        |
| 24.10.03 | Vitoria SC - Apoel Nicosie           | 3 - 0    | 25-15 | 25-15 | 25-17 | -    | -    | 75-47        |
| 25.10.03 | MOK Osijek - Apoel Nicosie           | 3 - 0    | 25-21 | 25-20 | 25-14 | -    | -    | 75-55        |
| 25.10.03 | Concordia MTV Näfels - Vitoria SC    | 0 - 3    | 23-25 | 23-25 | 23-25 | -    | -    | 69-75        |
| 26.10.03 | Apoel Nicosie - Concordia MTV Näfels | 0 - 3    | 15-25 | 16-25 | 18-25 | -    | -    | 49-75        |
| 26.10.03 | Vitoria SC - MOK Osijek              | 3 - 0    | 25-19 | 25-14 | 25-22 | -    | -    | 75-55        |

### Poule 2
| # | Équipe          | Pts | J | G | P | Sp | Sc | Ratio | Pp  | Pc  | Ratio |
| - | --------------- | --- | - | - | - | -- | -- | ----- | --- | --- | ----- |
| 1 | Chênois Genève  | 6   | 3 | 3 | 0 | 9  | 2  | 4.5   | 267 | 218 | 1.225 |
| 2 | Kométa Kaposvár | 5   | 3 | 2 | 1 | 6  | 4  | 1.5   | 237 | 201 | 1.179 |
| 3 | Kakanj Kakanj   | 4   | 3 | 1 | 2 | 5  | 6  | 0.833 | 228 | 257 | 0.887 |
| 4 | DHV Odense      | 3   | 3 | 0 | 3 | 1  | 9  | 0.111 | 194 | 250 | 0.776 |

| Date     | Match                            | Résultat | Sets  | Sets  | Sets  | Sets  | Sets  | Total Points |
| Date     | Match                            | Résultat | 1     | 2     | 3     | 4     | 5     | Total Points |
| -------- | -------------------------------- | -------- | ----- | ----- | ----- | ----- | ----- | ------------ |
| 24.10.03 | Kometa Kaposvar - DHG Odense     | 3 - 1    | 25-23 | 25-27 | 25-16 | 25-12 | -     | 100-78       |
| 24.10.03 | Kakanj Kakanj - Chênois Genève   | 2 - 3    | 25-23 | 19-25 | 18-25 | 31-29 | 12-15 | 105-117      |
| 25.10.03 | Kometa Kaposvar - Kakanj Kakanj  | 3 - 0    | 25-17 | 25-13 | 25-18 | -     | -     | 75-48        |
| 25.10.03 | Chênois Genève - DHG Odense      | 3 - 0    | 25-11 | 25-20 | 25-20 | -     | -     | 75-51        |
| 26.10.03 | DHG Odense - Kakanj Kakanj       | 0 - 3    | 21-25 | 22-25 | 22-25 | -     | -     | 65-75        |
| 26.10.03 | Chênois Genève - Kometa Kaposvar | 3 - 0    | 25-23 | 25-23 | 25-16 | -     | -     | 75-62        |

### Poule 3
| # | Équipe                | Pts | J | G | P | Sp | Sc | Ratio | Pp  | Pc  | Ratio |
| - | --------------------- | --- | - | - | - | -- | -- | ----- | --- | --- | ----- |
| 1 | Isku-Volley Tampere   | 6   | 3 | 3 | 0 | 9  | 0  | MAX   | 225 | 145 | 1.552 |
| 2 | BK Tromso             | 5   | 3 | 2 | 1 | 6  | 3  | 2     | 212 | 184 | 1.152 |
| 3 | Speranta-USM Kishinev | 4   | 3 | 1 | 2 | 3  | 6  | 0.5   | 178 | 190 | 0.937 |
| 4 | AER Lingus Dublin     | 3   | 3 | 0 | 3 | 0  | 9  | 0     | 129 | 225 | 0.573 |

| Date     | Match                                       | Résultat | Sets  | Sets  | Sets  | Sets | Sets | Total Points |
| Date     | Match                                       | Résultat | 1     | 2     | 3     | 4    | 5    | Total Points |
| -------- | ------------------------------------------- | -------- | ----- | ----- | ----- | ---- | ---- | ------------ |
| 24.10.03 | Isku-Volley Tampere - Speranta-USM Kishinev | 3 - 0    | 25-17 | 25-14 | 25-9  | -    | -    | 75-40        |
| 24.10.03 | BK Tromso - AER Lingus Dublin               | 3 - 0    | 25-16 | 25-21 | 25-9  | -    | -    | 75-46        |
| 25.10.03 | AER Lingus Dublin - Speranta-USM Kishinev   | 0 - 3    | 16-25 | 14-25 | 9-25  | -    | -    | 39-75        |
| 25.10.03 | BK Tromso - Isku-Volley Tampere             | 0 - 3    | 21-25 | 20-25 | 20-25 | -    | -    | 61-75        |
| 26.10.03 | Speranta-USM Kishinev - BK Tromso           | 0 - 3    | 19-25 | 24-26 | 20-25 | -    | -    | 63-76        |
| 26.10.03 | Isku-Volley Tampere - AER Lingus Dublin     | 3 - 0    | 25-12 | 25-16 | 25-16 | -    | -    | 75-44        |

### Poule 4
| # | Équipe                | Pts | J | G | P | Sp | Sc | Ratio | Pp  | Pc  | Ratio |
| - | --------------------- | --- | - | - | - | -- | -- | ----- | --- | --- | ----- |
| 1 | Vegyesz Kazincbarcika | 6   | 3 | 3 | 0 | 9  | 1  | 9     | 258 | 200 | 1.29  |
| 2 | Ozolnieki Poliurs     | 5   | 3 | 2 | 1 | 6  | 5  | 1.2   | 243 | 229 | 1.061 |
| 3 | Örkelljunga VK        | 4   | 3 | 1 | 2 | 6  | 7  | 0.857 | 284 | 300 | 0.947 |
| 4 | Holte IF              | 3   | 3 | 0 | 3 | 1  | 9  | 0.111 | 196 | 252 | 0.778 |

| Date     | Match                                     | Résultat | Sets  | Sets  | Sets  | Sets  | Sets | Total Points |
| Date     | Match                                     | Résultat | 1     | 2     | 3     | 4     | 5    | Total Points |
| -------- | ----------------------------------------- | -------- | ----- | ----- | ----- | ----- | ---- | ------------ |
| 24.10.03 | Örkelljunga VK - Vegyesz Kazincbarcika    | 1 - 3    | 13-25 | 32-30 | 20-25 | 18-25 | -    | 83-105       |
| 24.10.03 | Ozolnieki Poliurs - Holte IF              | 3 - 0    | 25-15 | 25-23 | 25-14 | -     | -    | 75-52        |
| 25.10.03 | Ozolnieki Poliurs - Örkelljunga VK        | 3 - 2    | 17-25 | 25-20 | 25-21 | 22-25 | 15-8 | 104-99       |
| 25.10.03 | Holte IF - Vegyesz Kazincbarcika          | 0 - 3    | 9-25  | 21-25 | 23-25 | -     | -    | 53-75        |
| 26.10.03 | Holte IF - Örkelljunga VK                 | 1 - 3    | 20-25 | 19-25 | 28-26 | 24-26 | -    | 91-102       |
| 26.10.03 | Vegyesz Kazincbarcika - Ozolnieki Poliurs | 3 - 0    | 26-24 | 25-15 | 27-25 | -     | -    | 78-64        |

### Poule 5
| # | Équipe               | Pts | J | G | P | Sp | Sc | Ratio | Pp  | Pc  | Ratio |
| - | -------------------- | --- | - | - | - | -- | -- | ----- | --- | --- | ----- |
| 1 | Lâse-R Riga          | 6   | 3 | 3 | 0 | 9  | 0  | MAX   | 225 | 165 | 1.364 |
| 2 | Mladost Zagreb       | 5   | 3 | 2 | 1 | 6  | 3  | 2     | 215 | 177 | 1.215 |
| 3 | Studenti ILFK Tirana | 4   | 3 | 1 | 2 | 3  | 6  | 0.5   | 178 | 207 | 0.86  |
| 4 | Skendija Tetovo      | 3   | 3 | 0 | 3 | 0  | 9  | 0     | 156 | 225 | 0.693 |

| Date     | Match                             | Résultat | Sets  | Sets  | Sets  | Sets | Sets | Total Points |
| Date     | Match                             | Résultat | 1     | 2     | 3     | 4    | 5    | Total Points |
| -------- | --------------------------------- | -------- | ----- | ----- | ----- | ---- | ---- | ------------ |
| 24.10.03 | Skendija Tetovo - Mladost Zagreb  | 0 - 3    | 11-25 | 20-25 | 15-25 | -    | -    | 46-75        |
| 24.10.03 | Lâse-R Riga - Studenti Tirana     | 3 - 0    | 25-9  | 25-19 | 25-19 | -    | -    | 75-47        |
| 25.10.03 | Mladost Zagreb - Studenti Tirana  | 3 - 0    | 25-16 | 25-22 | 25-18 | -    | -    | 75-56        |
| 25.10.03 | Lâse-R Riga - Skendija Tetovo     | 3 - 0    | 25-16 | 25-22 | 25-15 | -    | -    | 75-53        |
| 26.10.03 | Mladost Zagreb - Lâse-R Riga      | 0 - 3    | 23-25 | 23-25 | 19-25 | -    | -    | 65-75        |
| 26.10.03 | Studenti Tirana - Skendija Tetovo | 3 - 0    | 25-20 | 25-18 | 25-19 | -    | -    | 75-57        |

### Poule 6
| # | Équipe                    | Pts | J | G | P | Sp | Sc | Ratio | Pp  | Pc  | Ratio |
| - | ------------------------- | --- | - | - | - | -- | -- | ----- | --- | --- | ----- |
| 1 | Lukoil Neftohimik Bourgas | 6   | 3 | 3 | 0 | 9  | 3  | 3     | 279 | 233 | 1.197 |
| 2 | Perungan Pojat Rovaniemi  | 5   | 3 | 2 | 1 | 8  | 3  | 2.667 | 251 | 201 | 1.249 |
| 3 | Nea Salamina Famagusta    | 4   | 3 | 1 | 2 | 3  | 7  | 0.429 | 201 | 233 | 0.863 |
| 4 | Metro Bakou               | 3   | 3 | 0 | 3 | 2  | 9  | 0.222 | 202 | 266 | 0.759 |

| Date     | Match                                                | Résultat | Sets  | Sets  | Sets  | Sets  | Sets | Total Points |
| Date     | Match                                                | Résultat | 1     | 2     | 3     | 4     | 5    | Total Points |
| -------- | ---------------------------------------------------- | -------- | ----- | ----- | ----- | ----- | ---- | ------------ |
| 24.10.03 | Perungan Pojat Rovaniemi - Metro Bakou               | 3 - 0    | 25-21 | 25-14 | 25-11 | -     | -    | 75-46        |
| 24.10.03 | Lukoil Neftohimik Bourgas - Nea Salamina Famagusta   | 3 - 0    | 25-20 | 25-16 | 25-23 | -     | -    | 75-59        |
| 25.10.03 | Nea Salamina Famagusta - Metro Bakou                 | 3 - 1    | 25-14 | 25-23 | 19-25 | 25-21 | -    | 94-83        |
| 25.10.03 | Lukoil Neftohimik Bourgas - Perungan Pojat Rovaniemi | 3 - 2    | 27-29 | 25-13 | 29-27 | 11-25 | 15-7 | 107-101      |
| 26.10.03 | Perungan Pojat Rovaniemi - Nea Salamina Famagusta    | 3 - 0    | 25-17 | 25-19 | 25-12 | -     | -    | 75-48        |
| 26.10.03 | Metro Bakou - Lukoil Neftohimik Bourgas              | 1 - 3    | 25-22 | 23-25 | 11-25 | 14-25 | -    | 73-97        |

### Poule 7
| # | Équipe               | Pts | J | G | P | Sp | Sc | Ratio | Pp  | Pc  | Ratio |
| - | -------------------- | --- | - | - | - | -- | -- | ----- | --- | --- | ----- |
| 1 | Salonit Anhovo Kanal | 6   | 3 | 3 | 0 | 9  | 2  | 4.5   | 265 | 219 | 1.21  |
| 2 | Petrom Ploiesti      | 5   | 3 | 2 | 1 | 8  | 3  | 2.667 | 261 | 209 | 1.249 |
| 3 | Azerneft Bakou       | 4   | 3 | 1 | 2 | 3  | 6  | 0.5   | 182 | 212 | 0.858 |
| 4 | FK Dinamo Tirana     | 3   | 3 | 0 | 3 | 0  | 9  | 0     | 162 | 230 | 0.704 |

| Date     | Match                                  | Résultat | Sets  | Sets  | Sets  | Sets  | Sets  | Total Points |
| Date     | Match                                  | Résultat | 1     | 2     | 3     | 4     | 5     | Total Points |
| -------- | -------------------------------------- | -------- | ----- | ----- | ----- | ----- | ----- | ------------ |
| 24.10.03 | Petrom Ploiesti - Dinamo Tirana        | 3 - 0    | 25-15 | 25-17 | 25-20 | -     | -     | 75-52        |
| 24.10.03 | Azerneft Bakou - Salonit Anhovo Kanal  | 0 - 3    | 22-25 | 19-25 | 19-25 | -     | -     | 60-75        |
| 25.10.03 | Salonit Anhovo Kanal - Dinamo Tirana   | 3 - 0    | 25-14 | 25-14 | 25-20 | -     | -     | 75-48        |
| 25.10.03 | Petrom Ploiesti - Azerneft Bakou       | 3 - 0    | 25-12 | 25-15 | 25-15 | -     | -     | 75-42        |
| 26.10.03 | Dinamo Tirana - Azerneft Bakou         | 0 - 3    | 14-25 | 28-30 | 20-25 | -     | -     | 62-80        |
| 26.10.03 | Salonit Anhovo Kanal - Petrom Ploiesti | 3 - 2    | 25-20 | 20-25 | 25-21 | 25-27 | 20-18 | 115-111      |

### Finale à quatre
|  | Demi-finales                               | Demi-finales                         |                        |   | Finale                               | Finale                               |
|  | Demi-finales                               | Demi-finales                         |                        |   | Finale                               | Finale                               |
|  |                                            |                                      |                        |   |                                      |                                      |
|  | 13.03.04, 25-23, 25-18, 21-25, 26-24       | 13.03.04, 25-23, 25-18, 21-25, 26-24 |                        |   | 14.03.04, 25-18, 22-25, 25-16, 25-20 | 14.03.04, 25-18, 22-25, 25-16, 25-20 |
|  | 13.03.04, 25-23, 25-18, 21-25, 26-24       | 13.03.04, 25-23, 25-18, 21-25, 26-24 |                        |   | 14.03.04, 25-18, 22-25, 25-16, 25-20 | 14.03.04, 25-18, 22-25, 25-16, 25-20 |
|  | Lokomotiv Kharkov                          | 3                                    |                        |   | 14.03.04, 25-18, 22-25, 25-16, 25-20 | 14.03.04, 25-18, 22-25, 25-16, 25-20 |
|  | Lokomotiv Kharkov                          | 3                                    |                        |   | 14.03.04, 25-18, 22-25, 25-16, 25-20 | 14.03.04, 25-18, 22-25, 25-16, 25-20 |
|  | Castelo da Maia GC                         | 1                                    |                        |   | 14.03.04, 25-18, 22-25, 25-16, 25-20 | 14.03.04, 25-18, 22-25, 25-16, 25-20 |
|  | Castelo da Maia GC                         | 1                                    | Lokomotiv Kharkov      | 3 |                                      |                                      |
|  | 13.03.04, 21-25, 24-26, 25-19, 20-25       |                                      | Lokomotiv Kharkov      | 3 |                                      |                                      |
|  |                                            | Deltacons Tulcea                     | 1                      |   |                                      |                                      |
|  | Tir. Wasserkraft Innsbrück                 | Deltacons Tulcea                     | 1                      | 3 |                                      |                                      |
|  | Tir. Wasserkraft Innsbrück                 |                                      |                        | 3 |                                      |                                      |
|  | Deltacons Tulcea                           | 1                                    |                        |   |                                      |                                      |
|  | Deltacons Tulcea                           | 1                                    | Match pour la 3e place |   |                                      |                                      |
|  |                                            |                                      |                        |   |                                      |                                      |
|  | 14.03.04, 25-17, 25-22, 21-25, 18-25, 8-15 |                                      |                        |   |                                      |                                      |
|  |                                            |                                      |                        |   |                                      |                                      |
|  | Castelo da Maia GC                         | 2                                    |                        |   |                                      |                                      |
|  | Castelo da Maia GC                         | 2                                    |                        |   |                                      |                                      |
|  | Tir. Wasserkraft Innsbrück                 | 3                                    |                        |   |                                      |                                      |
|  | Tir. Wasserkraft Innsbrück                 | 3                                    |                        |   |                                      |                                      |